# Wiwniewo
Wiwniewo (biał. Віўнева, Wiuniewa; ros. Вивнево, Wiwniewo) – wieś na Białorusi, w obwodzie brzeskim, w rejonie janowskim, w sielsowiecie Odryżyn, przy granicy z Ukrainą.

## Historia
W dwudziestoleciu międzywojennym kolonia leżąca w Polsce, w województwie poleskim, w powiecie drohickim, w gminie Odryżyn. W 1921 liczyło 171 mieszkańców, zamieszkałych w 24 budynkach. Wszyscy oni zadeklarowali narodowość tutejszą i wyznanie prawosławne.
Po II wojnie światowej w granicach Związku Sowieckiego. Od 1991 w niepodległej Białorusi.